# ألفرد براون
ألفرد براون (بالإنجليزية: Alfred Brown)‏ (19 أكتوبر 1898 في المملكة المتحدة - 1 يناير 1989) هو لاعب كرة قدم بريطاني (وحمل سابقاً جنسية المملكة المتحدة لبريطانيا العظمى وأيرلندا) في مركز نصف الجناح. لعب مع سويندون تاون وشيفيلد يونايتد ونادي بارنسلي ونادي بلاكبول وRotherham Town F.C. (1899) ‏ وأشتون يونايتد ونادي ستاليبريدج سيلتيك ونادي نيلسون وManchester Central F.C. ‏.